# Kimi (película)
Kimi (estilizado como KIMI) es una película de suspenso estadounidense de 2022 dirigida por Steven Soderbergh y escrita y producida por David Koepp. La película está protagonizada por Zoë Kravitz.
Kimi fue estrenada en HBO Max el 10 de febrero de 2022 con críticas generalmente positivas.

## Argumento
Bradley Hasling, CEO de una corporación tecnológica llamada Amygdala, da una entrevista sobre el producto más nuevo de la compañía, Kimi. Kimi es un altavoz inteligente que, de manera controvertida, utiliza la supervisión humana para mejorar el algoritmo de búsqueda del dispositivo. Amygdala planea realizar pronto una oferta pública inicial, lo que significa que Hasling ganará una fortuna.
Angela Childs es una empleada de Amygdala en Seattle que trabaja desde su casa monitoreando los flujos de datos entrantes de los dispositivos Kimi y haciendo correcciones al software. Sufre ansiedad y agorafobia debido a una agresión anterior, que se ha visto exacerbada por la pandemia de COVID-19. Su principal contacto humano es con su pareja romántica, Terry, su vecino del otro lado de la calle con quien se encuentra para tener sexo en su apartamento. Un día, mientras trabaja, Angela recibe una grabación que parece capturar una agresión sexual violenta. Con la ayuda de su compañero de trabajo Darius, accede a la información del titular de la cuenta, una mujer llamada Samantha. Otras grabaciones indican que una persona llamada Brad fue el perpetrador del asalto y luego asesinó a Samantha. Se revela que 'Brad' es, de hecho, el propio Bradley Hasling, quien ordenó el asesinato a un sicario llamado Rivas, y Samantha era la amante de Bradley. Angela transfiere las grabaciones a una unidad flash.
Ella informa el incidente a su superior, quien la remite a Natalie Chowdhury, una ejecutiva de Amygdala. Angela intenta comunicarse con la Dra. Chowdhury por teléfono, pero finalmente la convencen de ir a su oficina en persona, con la promesa de que se informará al FBI sobre el caso. En la oficina, Angela se inquieta cuando la Dra. Chowdhury parece reticente a ponerse en contacto con las autoridades y hace referencia a su anterior licencia por salud mental. Mientras espera que se comunique con el FBI, recibe noticias de Darius de que alguien ha eliminado las grabaciones de voz de Samantha de los servidores de Amygdala, y poco después ve a dos hombres desconocidos entrar en la oficina. Ella huye y viaja a pie hacia la oficina de campo cercana del FBI, mientras Rivas y sus cómplices la rastrean a través de su teléfono.
Los hombres alcanzan a Angela e intentan obligarla a subir a una camioneta, pero un grupo de manifestantes cercanos evita que la secuestren. Sin embargo, uno de los hombres de Rivas, un hacker llamado Yuri, puede deducir hacia dónde se dirige a partir de su historial de búsqueda. Angela es drogada y sus secuestradores la llevan de regreso a su apartamento, quienes planean organizar un allanamiento de morada para encubrir su asesinato. En su camino hacia el departamento, son interrumpidos por Kevin, un vecino que también pasa todo el tiempo adentro y se preocupó después de ver a Angela salir de la casa. Kevin es apuñalado, distrayendo a los asaltantes, pero Rivas ya está esperando dentro de su apartamento. Él confisca la unidad flash y comienza a borrar las grabaciones del ordenador portátil de Angela, pero ella usa su dispositivo Kimi para distraer nuevamente a Rivas y sus hombres, escapando a un piso más alto. Ella improvisa un arma con una pistola de clavos dejada por la obra en construcción en el apartamento de arriba, y la usa para matar a los intrusos. Terry, con quien había planeado encontrarse, llega justo cuando está llamando al 911.
Un epílogo muestra que Bradley Hasling ha sido arrestado por el asesinato de Samantha. Angela, luciendo un nuevo peinado, desayuna con Terry fuera de su apartamento.

## Reparto
- Zoë Kravitz como Angela Childs
- Betsy Brantley como Voz de Kimi
- Rita Wilson como Natalie Chowdhury
- India de Beaufort como Sharon
- Emily Kuroda como Dra. Sarah Burns
- Byron Bowers como Terry Hughes
- Alex Dobrenko como Darius
- Jaime Camil como Antonio Rivas
- Jacob Vargas como Matón de anteojos
- Derek DelGaudio como Bradley Hasling
- Erika Christensen como Samantha Gerrity
- Devin Ratray como Kevin
- Andy Daly como Christian Holloway
- Robin Givens como Madre de Angela
- Charles Halford como Matón alto
- David Wain como Dentista de Angela

## Producción
El 25 de febrero de 2021 se anunció que Steven Soderbergh dirigiría la función Kimi de New Line Cinema con Zoë Kravitz a bordo para protagonizar. En marzo de 2021, Byron Bowers, Jaime Camil, Jacob Vargas y Derek DelGaudio se unieron al elenco. En abril de 2021, Erika Christensen y Devin Ratray se unieron al elenco. La fotografía principal comenzó en abril de 2021 en Los Ángeles, donde se filmaron la mayoría de las escenas de interiores. En mayo, la producción se mudó a Seattle para filmar escenas exteriores.

## Recepción
En el sitio web de reseñas Rotten Tomatoes, el 92% de las reseñas de 75 críticos son positivas, con una calificación promedio de 7.50/10. El consenso del sitio web dice: "Un thriller doméstico con un giro del siglo XXI, KIMI encuentra al director Steven Soderbergh en una forma agradable para el público, gracias en gran parte a una actuación sobresaliente de Zoë Kravitz". Metacritic, que utiliza un promedio ponderado, asignó a la película una puntuación de 78 sobre 100 basada en 22 críticos, lo que indica "críticas generalmente favorables".
- Datos: Q106363032